# Ossages
 Ossages  (en occitano Ossadjas) es una población y comuna francesa, situada en la región de Aquitania, departamento de Landas, en el distrito de Dax y cantón de Pouillon.

## Demografía
| 568 | 520 | 453 | 423 | 386 | 423 |
| Para los censos de 1962 a 1999 la población legal corresponde a la población sin duplicidades (Fuente: INSEE [Consultar]) |     |     |     |     |     |